# Гражуль, Вениамин Семёнович
Вениамин Семёнович Гражуль (1899—1965) — советский разведчик, полковник, литератор, кандидат медицинских наук.

## Биография
Родился в семье рабочего Шимеля Бениаминовича Гражуля (1857—1914). В 1914 окончил 2 класса Виленского начального училища и выехал на заработки в Германскую империю. В 1916 поступил плотником в полевую строительную организацию 12-й германской армии. В сентябре 1918 курьер в немецко-венгерской центральной хозяйственной комиссии. В 1917—1918 состоял в кружке немецких социал-демократов, входил в группу «Спартак». Этой группой был откомандирован в Киевскую партийную организацию. Член РКП(б) с июня 1919. С августа 1919 работал при уполномоченном Реввоенсовета по снабжению 12-й армии. С апреля по октябрь 1920 занимался снабжением 24-й дивизии. С конца 1920 секретный сотрудник особого отдела 12-й армии, начальник агентуры особого отдела 1-й Конной армии, начальник особого отдела 19-й кавалерийской дивизии. В 1922 начальник пограничного отделения на румыно-советской границе. Освобождён по болезни и откомандирован в распоряжение Киевского губернского комитета КП(б)У. С августа 1922 по июнь 1924 находился на партийной работе. С июля 1924 уполномоченный Киевского губернского отдела ОГПУ, с января 1926 начальник секретного отдела Киевского, с октября 1928 — Днепропетровского окружных отделов ОГПУ. В 1930-х занимался нелегальной разведкой по линии иностранного отдела в Голландии, Франции и нацистской Германии. В 1937 участвовал в операции по похищению генерала Е. К. Миллера в Париже. 7 июля 1939 уволился из НКВД. С 1943 по 1946 находился на преподавательской работе в ШОН, был заместителем начальника разведывательной школы Первого главного управления НКГБ СССР. Является автором трудов по истории разведки и составителем книг и пособий по различным отраслям медицины.

### Звания
- капитан государственной безопасности (20 декабря 1936);
- полковник государственной безопасности (3 ноября 1944).

### Награды
- Два ордена Красного Знамени, знак «Почётный работник ВЧК-ОГПУ (V)».

## Публикации
- Ашурков Е. Д., Гражуль В. С. Врачи мира в борьбе за мир. Под ред. З. А. Лебедевой. М., Медгиз, 1957.[1]
- Гражуль В. С. Российская разведка XVIII столетия. Тайны галантного века. Вече, 2013. ISBN 978-5-4444-1382-1.[2]